# Cầu Mleczna

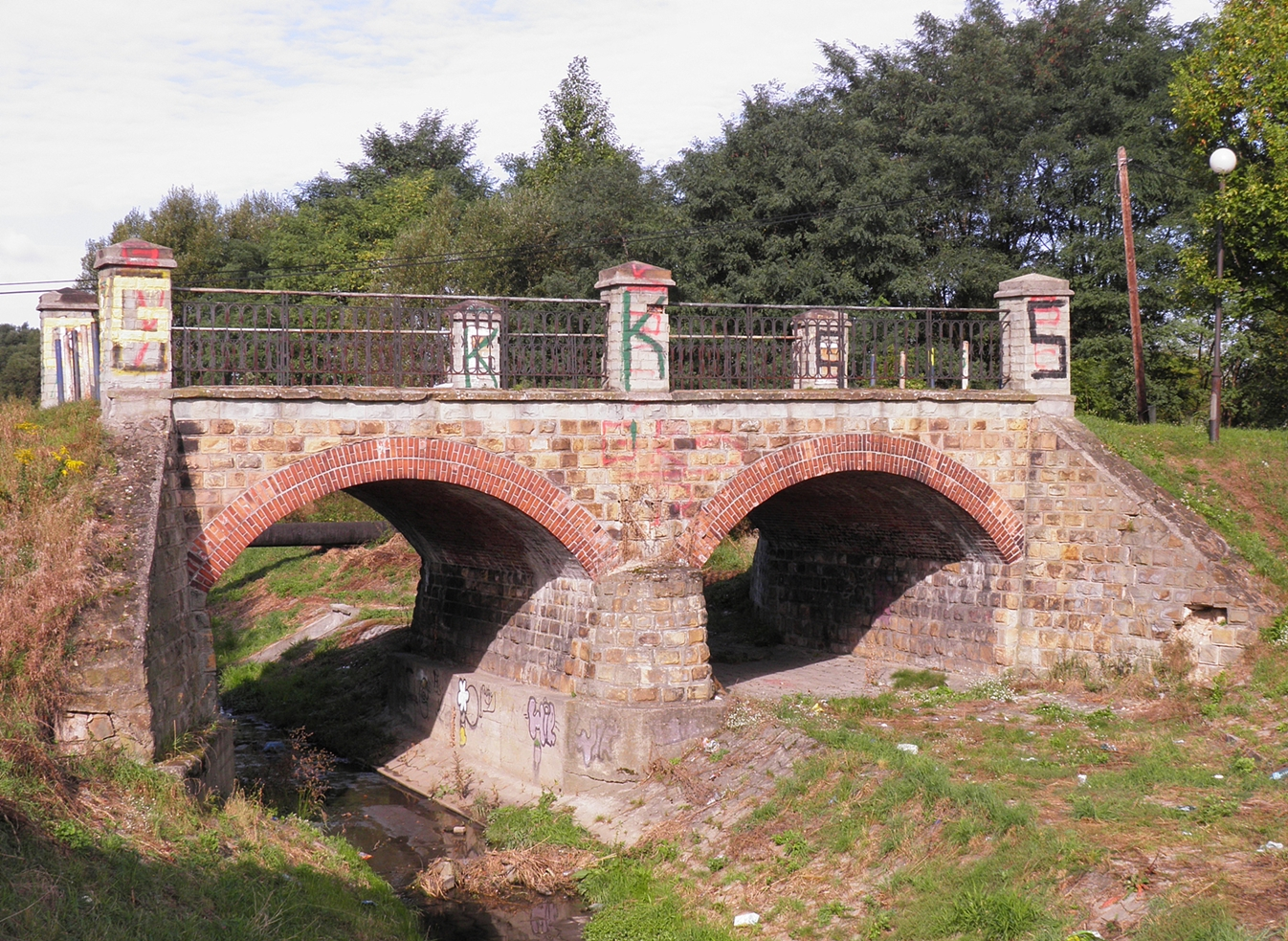
Cầu Mleczna

Cầu Mleczna là một cây cầu lịch sử bắc qua sông Mleczna ở Katowice, tỉnh Śląskie, phía nam của Ba Lan, được ghi vào sổ đăng ký di tích theo số A 1321/84 ngày 20 tháng 2 năm 1984.

## Lịch sử
Cây cầu Mleczna nối hai bờ sông Mleczna được xây dựng vào đầu thế kỷ 19 và 20 (khoảng những năm 1898 hoặc 1900). Năm 1990, cây cầu đã được tu bổ cải tạo vì sự xuống cấp theo thời gian. Vào ngày 20 tháng 2 năm 1984 cây cầu đã được liệt kê trong sổ đăng ký di tích quốc gia. Đây từng là điểm nối quan trọng trong giao thông đường bộ ở địa phương, hai bên bờ sông Mleczna. Tuy nhiên, do vấn đề thời gian và để đảm bảo an toàn, hiện nay nhà chức trách đã đóng cửa, và bây giờ cây cầu chỉ dành cho hoạt động đi bộ và như là một điểm tham quan du lịch của địa phương (di tích kỹ thuật).
Trước đây cây cầu này là cầu nối quan trọng của tuyến đường thương mại chạy từ Kraków qua Gliwice đến Wrocław, ngày nay đã có một cây cầu mới, hiện đại hơn đã được xây dựng và thay thế.

## Cấu trúc
Cây cầu được xây dựng theo hình vòm bằng các khối đá, và một phần bằng gạch. Nó bao gồm hai nhịp với một vòm phân đoạn, dựa trên các cột đá lớn. Các vòm của các nhịp được làm bằng gạch. Con đường được bảo vệ bởi một lan can trang trí bằng kim loại trải dài giữa các cột gạch.